# Зелёная йора
Зелёная йора (лат. Aegithina viridissima) — вид птиц монотипического семейства йоровых. 
Вид распространён в Юго-Восточной Азии. Встречается в Мьянме (Танинтайи), Таиланде, Малайзии, на Суматре и Борнео. Локально вымер в Сингапуре.
Птица длиной 11,5—12,8 см и массой 14 г. В окраске присутствует половой диморфизм. У самцов голова, спина, плечи, грудь и бёдра зелёной окраски. Брюхо и ноги жёлтые. Окологлазное кольцо тоже жёлтое. Крылья чёрные с двумя белыми зеркальцами. Хвост чёрный. Клюв тёмно-синий со светлым кончиком. Ноги тоже тёмно-синие.
У самок верх головы, спина оливкового цвета. Лицо, горло, грудь, брюхо желтоватого цвета. Самки бледнее самцов.
Обитает в субтропических и тропических дождевых лесах с густым подлеском. Встречается небольшими стайками. Пищу ищет среди листьев и веток деревьев и кустарников. Питается насекомыми и мелкими беспозвоночными, изредка ягодами.
Моногамный вид. Размножается с апреля до конца июня. В строительстве гнезда, насиживании яиц и воспитании птенцов участвуют оба партнёра. Чашеобразное гнездо строится из травы среди ветвей деревьев. В кладке 2—4 яйца. Инкубационный период длится две недели. Ещё через три недели птенцы уже пробуют летать, но самостоятельными становятся только через полтора месяца.
Подвиды
- Aegithina viridissima viridissima (Bonaparte, 1850) — номинальный подвид, распространённый на большей части ареала;
- Aegithina viridissima thapsina Oberholser, 1917 — эндемик островов Анамбас.